# Аксана
Живиле Раудонене (лит. Živilė Raudonienė, род. 29 апреля 1982 года) — литовская фитнес-фотомодель, бодибилдер и профессиональный рестлер, получившая известность в федерации рестлинга WWE, где выступала под именем Аксана. До прихода в WWE Раудонене завоевала три медали на чемпионате мира по бодибилдингу среди любителей (2 серебра и 1 бронзу).

## Карьера в бодибилдинге
Раудонене работала бодибилдером и фитнес-моделью, а также персональным тренером. В 2009 году она выиграла конкурс IFBB Arnold Classic и участвовала во многих соревнованиях по бодибилдингу. В возрасте 17 лет она стала самой молодой участницей чемпионата Европы по фитнесу 1999 года.

## World Wrestling Entertainment / WWE
Аксана официально дебютировала в WWE 5 августа 2011 года на бренде SmackDown. За кулисами она представила себя генеральному менеджеру Теодору Лонгу и сюжетная линия с ними обоими продолжалась ещё несколько месяцев. 22 августа Аксана вместе с ещё несколькими Дивами WWE поздравляли Кофи Кингстона и Эвана Борна с завоеванием титула командных чемпионов WWE. 30 августа она выполняла обязанности приглашённого ринг-анонсера перед командным боем див между Divas of Doom (Бет Феникс и Наталья) и Алисией Фокс с Келли Келли.

### «Фоксана» и увольнение (2013—2014)

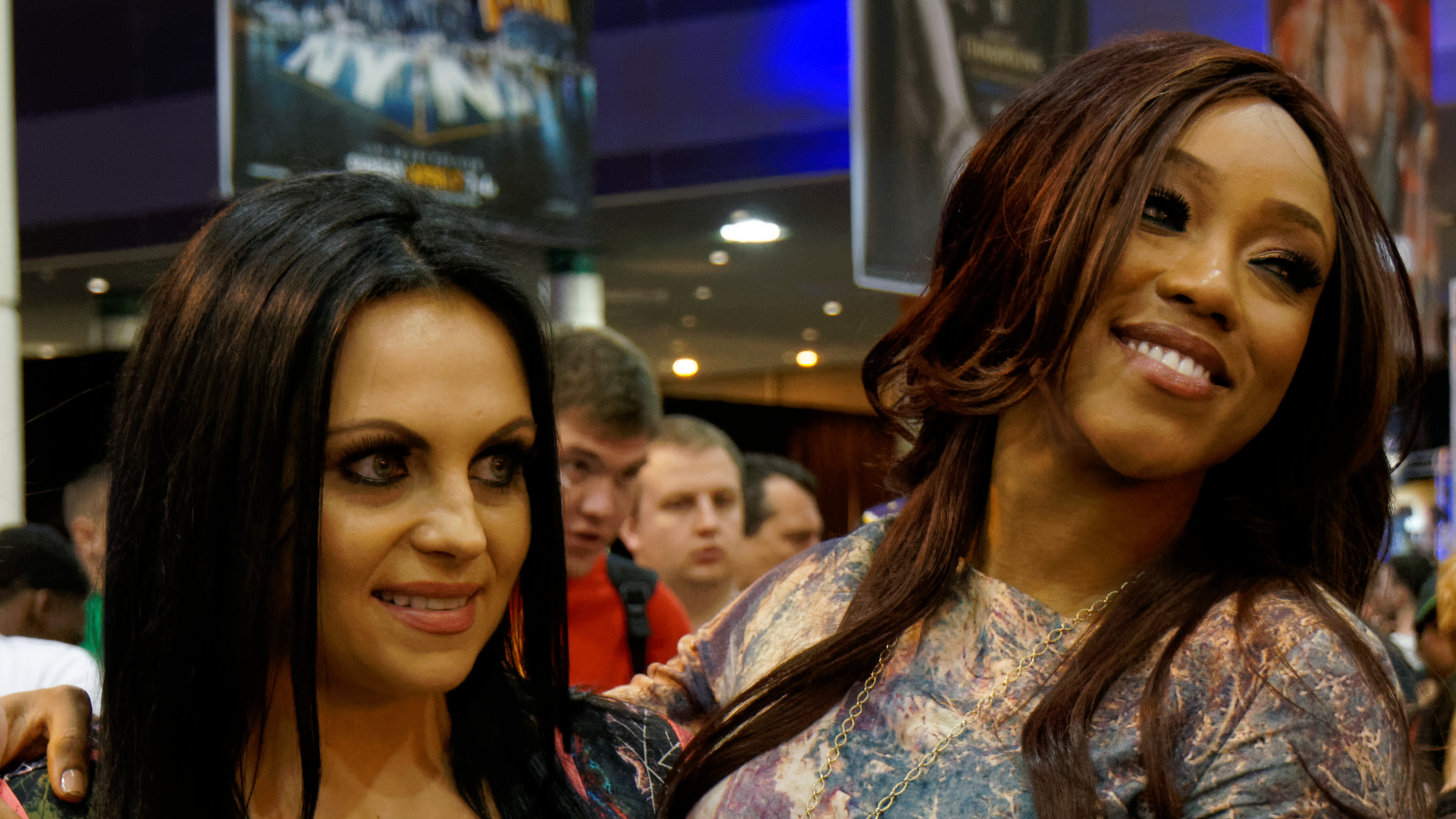
Участницы команды «Фоксана» в апреле 2014 года

6 сентября 2013 года Аксана объединилась с чемпионкой див Эй Джей Ли, Алисией Фокс и Лейлой для нападения на участниц шоу Total Divas. 24 ноября на шоу Survivor Series Аксана приняла участие в традиционном командном поединке семеро против семи на выбывание против Total Divas, в котором она смогла вывести из борьбы Бри Беллу, но затем сама была вынуждена покинуть матч из-за проигрыша Никки Белле. В следующих двух месяцах она дважды одерживала победами над Близняшками Белла: 30 декабря в командном матче она уложила на лопатки Никки, а 6 января 2014 года Бри. 22 января на шоу Main Event Аксана и Фокс сформировали команду «Фоксана», однако уже в первом матче потерпели поражение от Близняшек Белла. 26 февраля «Фоксана» смогла одержать победу над Евой Мари и Натальей, причём победу девушкам принесла Аксана, которая воспользовалась недопониманием своих оппоненток .
На Рестлмании XXX Аксана приняла участие в турнире «Vickie Guerrero Divas Championship Invitational», победитель которого должен был стать новым чемпионом див. Однако успехов в нём девушка не добилась, победителем стала Эй Джей Ли. 2 июня «Фоксана» одержали победу над Никки Беллой в «матче с форой». Но после поражения Фокс 9 июня от Пейдж, Алисия обвинила в проигрыше свою напарницу и напала на неё, что привело к соперничеству между двумя девушками.
12 июня 2014 года WWE объявило об увольнении Аксаны. Последний матч с её участием был показан 13 июня на шоу SmackDown, в котором она проиграла Фокс и вскоре пропала.

## В рестлинге
- Коронные приёмы

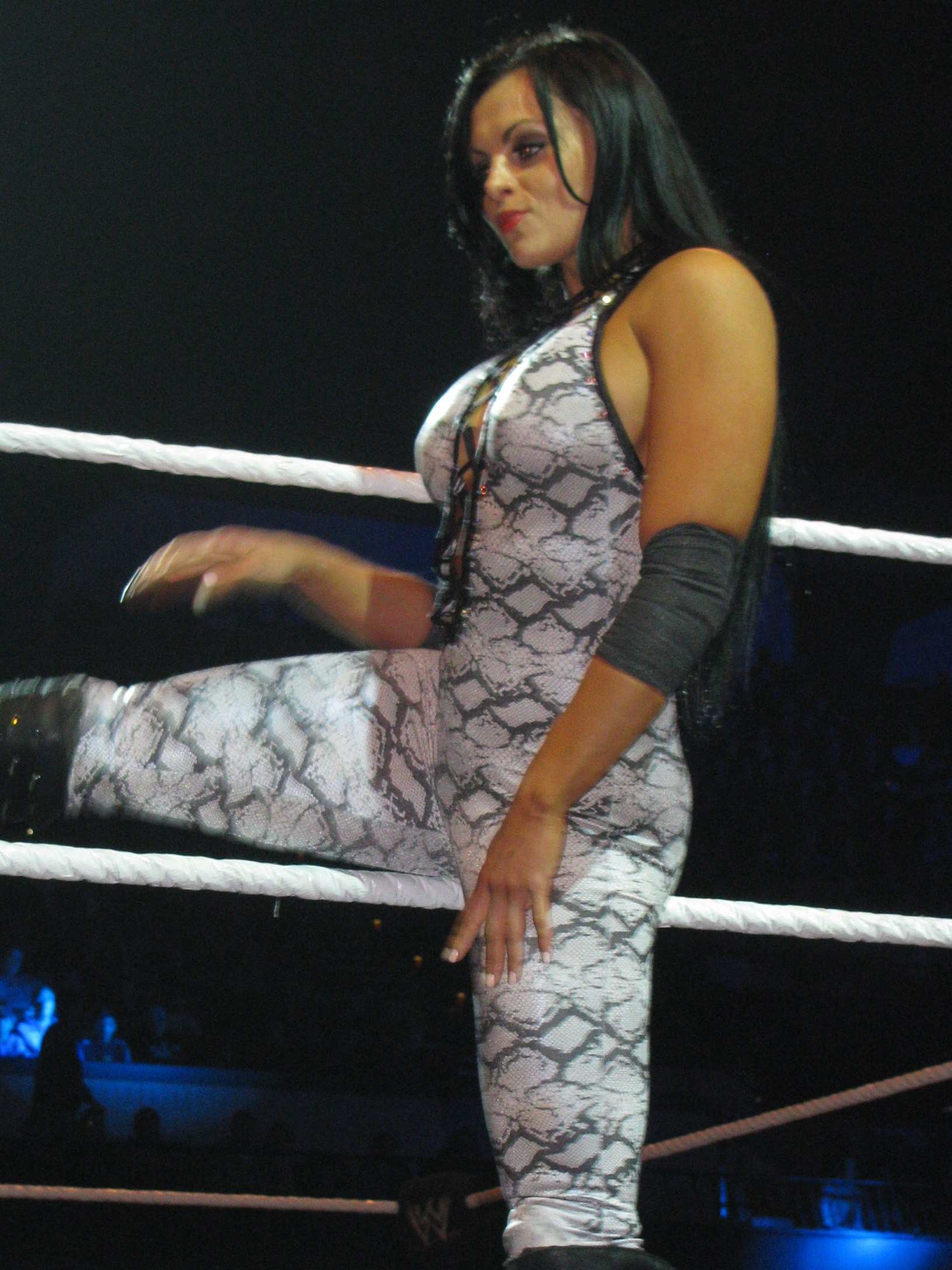
Аксана в 2013 году

  - Spinning headlock elbow drop (2013—2014)
  - Divo Drop[14][14] (Spinebuster)[15][16][17] — 2010—2011, с 2013 — как фирменный
  - Billion Dollar Kick[14] (Roundhouse kick)[14] — 2010—2011; использует редко
- Фирменные приёмы
  - Scoop slam[16][17]
  - Elbow drop[16][17]
  - Japanese arm drag[16]
  - Snapmare takeover[16]
  - Running clothesline[16]
  - Schoolgirl roll-up[18]
  - Running facewash, with theatrics[17]
- Прозвища
  - «The Billion Dollar Baby»[15]
- Музыкальные темы
  - «Eyes of Fire» Hollywood Music (FCW)
  - «A Little Sax In The Night» Джим Джонстон
  - «Russian Romance» Джим Джонстон

## Титулы и достижения
- Florida Championship Wrestling
  - FCW Divas Championship (1 раз)[19]
  - Королева FCW (1 раз)[20]